# Trung Sơn Vũ công
Trung Sơn Vũ công (chữ Hán:中山武公, trị vì: 414 TCN - 406 TCN) là vị quân chủ thứ hai của nước Trung Sơn thời Chiến Quốc trong lịch sử Trung Quốc, không rõ tên thật ông là gì chỉ biết rằng ông là con trai của Trung Sơn Văn công.
Sau khi vua cha băng hà, Vũ công lên nối ngôi tiếp tục mở mang cơ nghiệp nước Trung Sơn, ông trực tiếp chỉ đạo dân chúng khai khẩn những vùng đất hoang sơ ở xung quanh khu vực Thái Hành Sơn. Ngoài ra ông còn dẫn quân đội tiến đánh những bộ lạc lân cận làm cho cương vực nước Trung Sơn càng thêm được mở rộng. Trong những lần chinh chiến, nước Trung Sơn vấp phải một đối thủ nặng ký là nước Ngụy. Hai nước đã va chạm nhau trong các cuộc hành quân xâm lấn và liên tục xung đột để tranh giành ảnh hưởng, trong những cuộc chiến trên thì tình hình vẫn chưa ngã ngũ.
Năm 407 TCN lợi dụng Trung Sơn Vũ công đem quân chiến đấu ở miền biên viễn, Nhạc Dương nước Ngụy bất ngờ đem binh tập kích đánh thẳng vào đô thành nước Trung Sơn. Bấy giờ con Nhạc Dương là Nhạc Thư đang làm quan ở Trung Sơn, Vũ Công hay tin tức giận sai bắt trói Nhạc Thư giết chết, nấu thành món ăn rồi sai người đem dâng lên Nhạc Dương. Nhạc Dương ăn xong cho quân tàn phá hết thành quách và đuổi giết người dân Trung Sơn rất gắt gao, Vũ công đưa quân quay trở về thì đất nước đã bị chiếm đóng liền chỉ đạo dân chúng rút lui vào rừng sâu tổ chức chiến tranh du kích nhằm kháng Ngụy lâu dài.
Năm 406 TCN Trung Sơn Vũ công bị bắn chết trong một trận chiến đấu với quân Ngụy ở căn cứ địa kháng chiến, con trai ông là Trung Sơn Hoàn công lên kế nhiệm cha lãnh đạo nhân dân tiếp tục chiến đấu với quân Ngụy.